# روسیه جدید (مرکز تجاری)
روسیه جدید (به انگلیسی: New Russia) یک منطقهٔ مسکونی در ایالات متحده آمریکا است که در یاکوتات، آلاسکا واقع شده‌است.